# مکس کراسینگ (آریزونا)
مکس کراسینگ (به انگلیسی: Macks Crossing) یک منطقهٔ مسکونی در ایالات متحده آمریکا است که در آریزونا واقع شده‌است. مکس کراسینگ ۱٬۹۰۷ متر بالاتر از سطح دریا واقع شده‌است.